# Hipso
En la mitología griega, Hipso era un príncipe arcadio, hijo de Licaón. Junto con sus hermanos organizó el poblamiento del reino de Arcadia, cuyos habitantes estaban entonces en un estado semi salvaje. Apoyando esta tarea fundó la ciudad de Hipsunte, sobre la que gobernó. También dio su nombre al monte Hipsunte, sobre el que se asentaba la ciudad.